# Savrovo
Savrovë en albanais et Savrovo en serbe latin (en serbe cyrillique : Саврово) est une localité du Kosovo située dans la commune/municipalité de Theranda/Suva Reka et dans le district de Prizren/Prizren. Selon le recensement de 2011, elle compte 1 051 habitants, dont une majorité d'Albanais.

## Démographie

### Évolution historique de la population dans la localité
| 1948 | 1953 | 1961 | 1971 | 1981 | 1991  | 2011  |
| ---- | ---- | ---- | ---- | ---- | ----- | ----- |
| 243  | 315  | 442  | 577  | 837  | 1 088 | 1 051 |

|  |